# Ferdinand z Orsini-Rosenbergu
Ferdinand z Orsini-Rosenbergu (německy Ferdinand Reichsfürst von Orsini-Rosenberg, 7. září 1790 Štýrský Hradec – 18. června 1859 zámek Welzenegg, Klagenfurt) byl rakouský šlechtic, říšský kníže, majitel panství a politik ze šlechtického rodu Orsini-Rosenbergů.

## Život
Ferdinand z Orsini-Rosenbergu se narodil jako syn říšského knížete Františka Serafína z Orsini-Rosenbergu (18. srpna 1761 – 11. srpna 1832) a jeho manželky Marie Karoliny rozené hraběnky z Khevenhüller -Metsche (14. března 1767 – 24. srpna 1811). Jeho bratr Bedřich Zikmund (1801–1887) byl voják a politik. 
Ferdinand byl vzděláván soukromým učitelem a od roku 1803 navštěvoval technickou školu ve Vídni. Od roku 1808 byl kadetem ženijního sboru, v roce se stal 1809 nadporučíkem a poté kapitánem v sapérském sboru. Po smrti svého staršího bratra v roce 1825 odešel z vojenské služby a v roce 1832 po smrti svého otce zdědil knížecí titul. Stal se c. k. komorníkem a nejvyšším zemským hofmistrem, v roce 1844 se stal čestným členem Korutanské společnosti na podporu zemědělství a v roce 1848 se stal poslancem Prozatímního zemského sněmu Korutan. 
Ferdinand z Orsini-Rosenbergu byl dvakrát ženat:
1. Dne 6. srpna 1825 se oženil s Marií Kunhutou hraběnkou Brandisovou (1. června 1804 – 5. září 1843). Z jejich manželství se narodila jedna dcera.
2. Dne 19. září 1844 se oženil podruhé. Jeho manželkou se stala Otýlie hraběnka Wurmbrandová (2. října 1819 – 4. února 1892). Z tohoto manželství se narodili čtyři synové. Dva z nich zemřeli v dětství, pokračovatelem rodu se stal syn Jindřich z Orsini-Rosenbergu (26. června 1848 – 13. února 1929).

Ferdinand z Orsini-Rosenbergu zemřel na svém zámku Welzenegg u Klagenfurtu a byl pohřben na hřbitově sv. Ruprechta.